# Nakhon Ratchasima
För provinsen med samma namn, se Nakhon Ratchasima (provins).

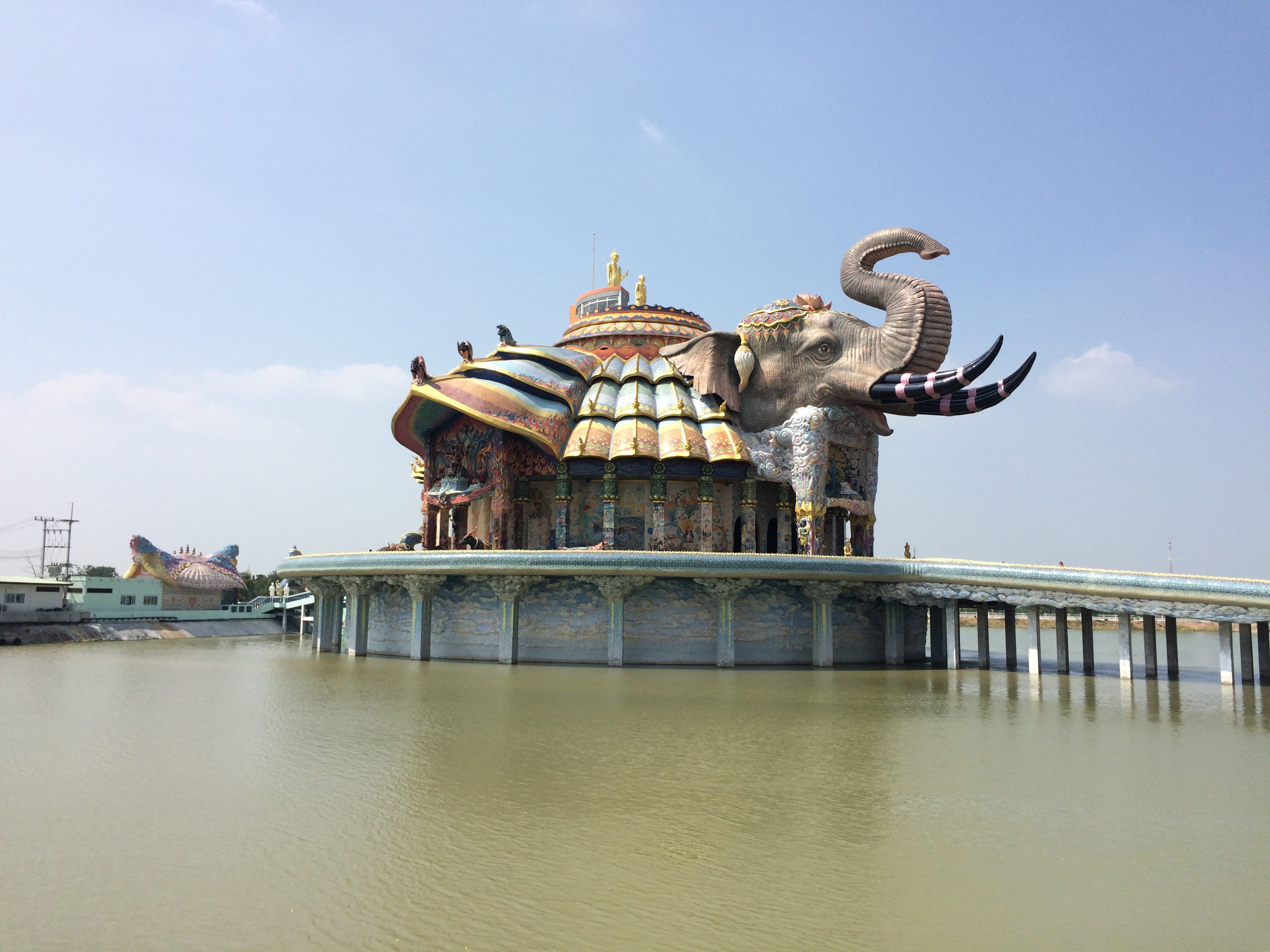
Dan Khun Thot i Nakhon Ratchasima

Nakhon Ratchasima (thai: นครราชสีมา), även kallad Korat eller Khorat, är en stad i östra delen av centrala Thailand med drygt 147 000 invånare (2007).
Khorat City Gates är stadens mest kända historiska byggnad som förr var porten till stadens centrum.
8-9 februari 2020 inträffade ett skottdrama i och nära staden, där skytten sedan dödades av den lokala polisen.
Korats största företag är CP Foods Company som är verksamma inom livsmedelsindustrin för kyckling främst till inhemska kunder inom livsmedel, restaurang och hotell. 
Det finns en kattras som heter "Korat katter" (oftast svarta katter) och som sägs härstamma från detta område. 
Det planeras även en ny höghastighetsbana med järnväg från Bangkok till Korat och flera andra städer i nordöstra Thailand som beräknas vara klar senast år 2025.